# Ismael Benali
 (juillet 2019).
 (juin 2023).
Ismael Benali né le 1er septembre 1992 à La Haye est un kick-boxeur néerlando-marocain.

## Biographie
Ismael Benali naît et grandit à La Haye. Sa famille est originaire de Al Hoceïma au Maroc. Le kick-boxeur est élu champion du monde dans le K1 en 2016 dans la catégorie des -67 kg.

## Titres
- Champion du monde 2016 -67 kg